# 에스토루정

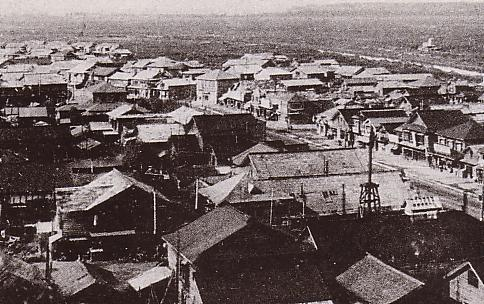
에스토루 정의 풍경

에스토루정(일본어: 恵須取町)은 일본이 지배하던 시기의 사할린에 있던 마을이다. 법적으로는 1949년 6월 1일, 국가 행정 조직법 시행에 따라 폐지되었다. 1937년, 인구는 31,959명이였다. 현재 러시아가 사할린주 우글레고르스크라는 도시로 실효 지배하고 있다.